# فيرجينيا هيفرنان
فيرجينيا هيفرنان (بالإنجليزية: Virginia Heffernan)‏ هي كاتِبة وصحفية أمريكية، ولدت في 8 أغسطس 1969 في هانوفر في الولايات المتحدة.

## وصلات خارجية
- الموقع الرسمي